# Kien (Adelsgeschlecht)

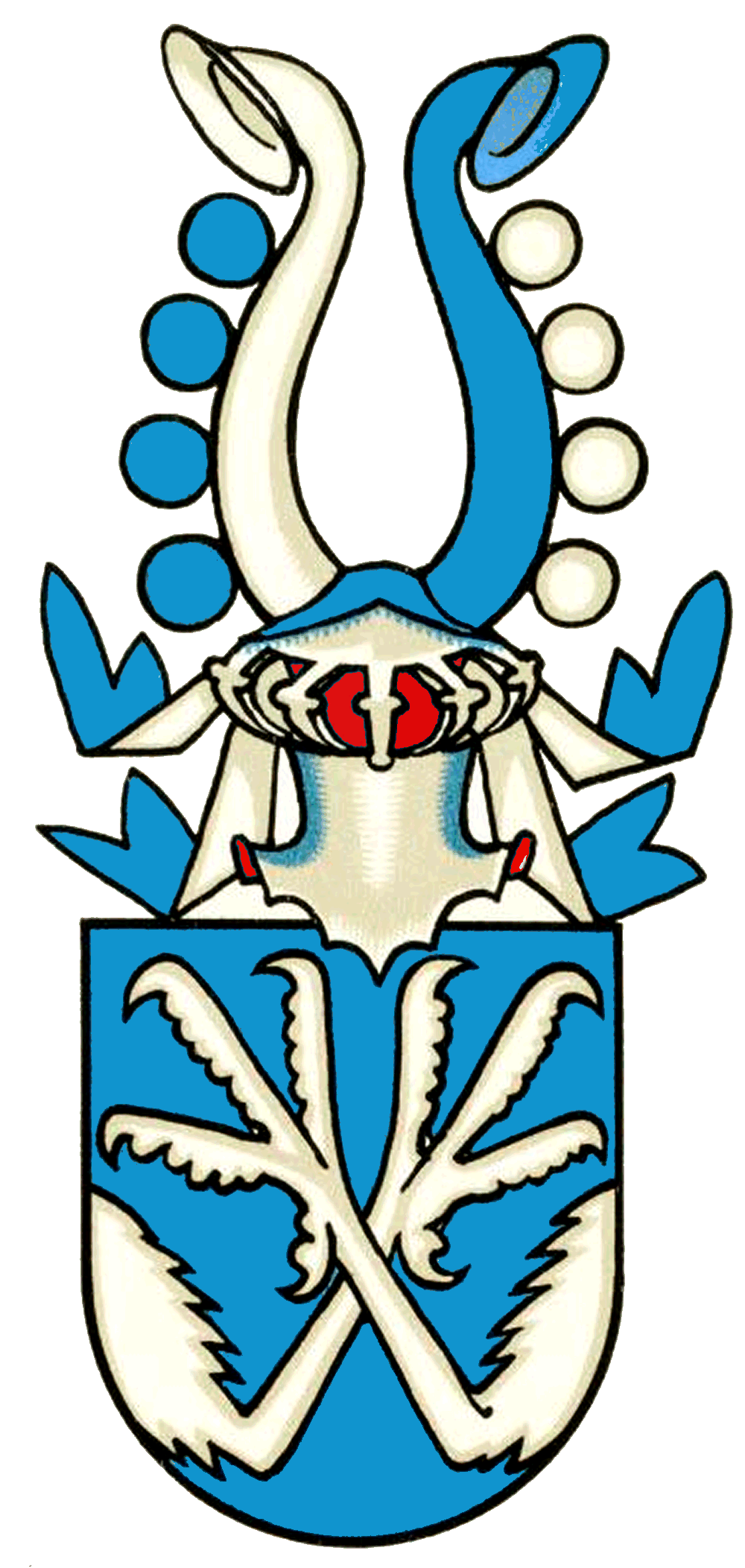
Wappen derer von Kien

Die Freiherren von Kien waren eine schweizerische Adelsfamilie, die vielleicht aus dem Berner Oberland stammte. Daneben besassen sie Güter im Langetental im Oberaargau. Erstmals erwähnt ist die Familie seit 1175 mit den beiden Brüdern Heinrich I. und Hugo von Kien. Die Familie stellte mehrere Schultheissen in Thun, Werner II. und später sein Sohn Philipp von Kien waren Schultheissen in Bern.

## Geschichte

### Ursprung
Der Streubesitz der Familie von Kien lag im Berner Oberland, besonders im Frutigtal. Ihnen gehörte die Herrschaft Mülenen mit den beiden Burgen – Burg Aris ob der Bäuert Kien und Burg Mülenen – in der heutigen Gemeinde Reichenbach im Kandertal. Sie geboten auch über die Grosspfarrei Aeschi.
Damit darf angenommen werden, dass hier der Ursprung der Familie lag, die Burg Aris war vermutlich der Stammsitz der Freiherren von Kien. Sie war eine Anlage des 12. und 13. Jahrhunderts mit Burgturm und einem System von Halsgräben und Wall.
Ihre zweite Burganlage in Mülinen (erwähnt 1269 als „Mulinon“) stammt aus dem 12. bis 14. Jahrhundert. Sie lag am mittelalterlichen Saumweg ins Wallis und bildete mit einer Letzimauer vermutlich aus dem 12. Jahrhundert gegen Norden eine Talsperre. Die Siedlung, die sich an Burg und Letzi anlehnte, wurde zwar als „stetli“ erwähnt, jedoch ist kein Stadtrecht urkundlich fassbar.
Rechte und Grundbesitz derer von Kien in Mülinen gingen vor 1290 an die Freiherren von Wädenswil über.

### Verbreitung
Ab 1232 waren die Kien Lehensleute der Bischöfe von Sitten, nach 1250 Bürger von Bern. Nach 1260 kam die Familie von Kien durch Erbe zur Herrschaft Worb. Damit befanden sie sich im Gefolge der Grafen von Savoyen. Werner II. ist für 1271 als Schultheiss von Bern belegt.
Im 14. Jahrhundert stellten sie mehrmals einen Schultheissen in Thun: Philipp von Kien für 1310 und 1319, sein Bruder Werner III. dazwischen 1312. Dessen Sohn Johannes I. war 1327 im Thuner Schultheissenamt.

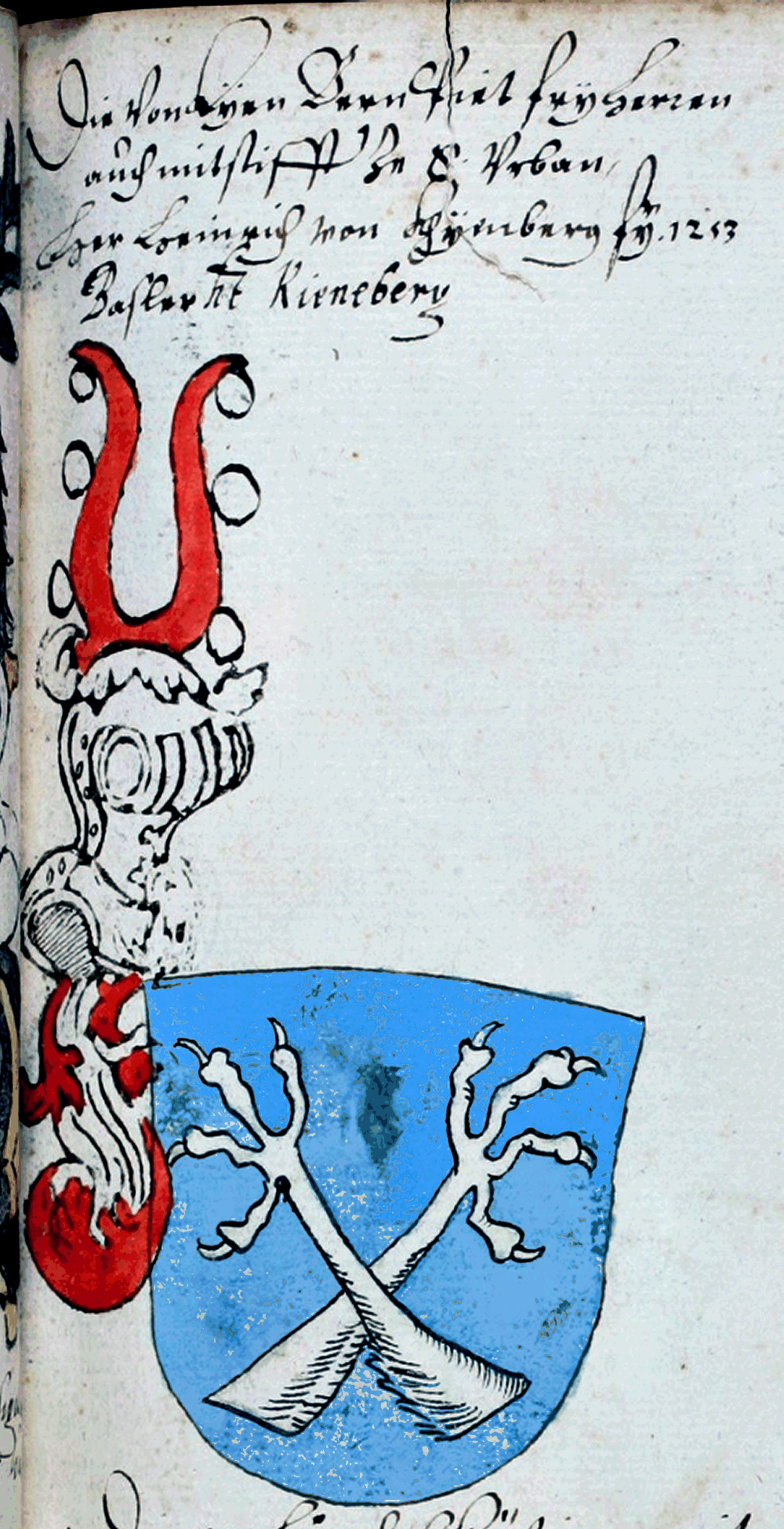
Wappen bei Aegidius Tschudy, 16. Jahrhundert

## Wappen
Blasonierung: Im blauen Schild zwei gekreuzte silberne Geierklauen, die aus dem Schildrand wachsen. Als Helmzier auf dem hersehenden Helm zwei Büffelhörner in Silber und Blau, besteckt mit je vier Kugeln in verwechselten Farben. Die Helmdecken sind aussen Blau und innen Silber.
Statt wachsend kommen die Geierklauen auch schwebend vor, zum Beispiel im Wappenbuch von Aegidius Tschudi. Dort ist die Helmzier mit Decken rot-silbern tingiert.

## Stammliste
- 1. Heinrich I. (erw. 1173 oder 1175; bis 1181 oder 1220); dominus
- 2. Hugo (erw. 1194; bis 1228 oder 1233) ⚭ Mechtildis/Mathilda von Langestein (erw. 1207); sie tauschten 1197, weil sie bis dahin kinderlos waren, Wälder beim Ort „Thundwil“ mit Ritter Arnold von Kapfenberg, die dieser dem Zisterzienserkloster St. Urban als neuem Standort schenkte; sie hätten nach chronikalischer Überlieferung weitere Güter dort dem Kloster geschenkt
  - 3. Heinrich II. (erw. zwischen 1220 und 1252) ⚭ Bona (erw. 1260); Freiherr, Vogt zu Oppligen
  - 4. Werner I. (erw. zwischen 1220 und 1262); Freiherr, Vogt zu Oppligen, bezeugte 1241 einen Gütertausch für den Berner Schultheissen Peter I. von Bubenberg
    - 5. Werner II. (geb. 1229; gest. zwischen 1273 und 1283) ⚭ 1. Alesia (erw. 1254), ⚭ 2. Bertha von Eschenbach (erw. 1283 als Witwe); Junker, 1271 Schultheiss der Stadt Bern
      - 6. (2. Ehe) Werner III. (erw. von 1283 bis 1316) ⚭ Anna (erw. 1309); Herr zu Worb, 1310 bis 1312 und 1313 kyburgischer Schultheiss von Thun
        - 7. Johannes I. (erw. ab 1323; gest. nach 1349 bzw. um 1351); Herr zu Worb, 1327 Schultheiss von Thun, 1335 Freiherr und Ritter, 1336 Burger zu Bern
          - Paula (erw. 1353) ⚭ Eberhart III. Mülner (gest. 1382), Schultheiss von Zürich; verkaufte mit ihrer Schwester (oder ihren Schwestern) kurz nach dem Tod des Vaters um 1351 Burg und Herrschaft Worb an den Berner Kleinrat und späteren Schultheissen Konrad von Seedorf
          - Tochter (oder Töchter)

      - Klara (erw. 1283); Nonne im Kloster Interlaken
      - 8. Philipp (erw. 1309 bis 1360) ⚭ 1. Anna von Erlach (erw. zwischen 1309 und 1316), ⚭ 2. Elisabeth von Aarwangen (gest. nach 1339); 1310 und 1319 Schultheiss von Thun, 1334 bis 1338 Schultheiss von Bern
        - (2. Ehe) Margaretha (erw. ab 1339, gest. 1377/1384) ⚭ Petermann I. von Grünenberg (geb. 1300/1310; gest. 1375/1376); Ritter, Herr zu Aarwangen
        - Johannes II. (erw. ab 1342, gest. um 1361) ⚭ Mechtild von Scharnachtal (erw. zwischen 1343 und 1362)
          - 9. Walter (erw. zwischen 1364 und 1377/1383); Junker, Burger zu Bern, Ultimus, im Ausland verschollen

Die Nummern 1 bis 9 folgen dem Artikel im Historisch-Biographischen Lexikon der Schweiz. Die weiteren Personen sind in der Stammtafel bei Schweikert enthalten.

## Belege